# Fiorenzo V d'Olanda
Fiorenzo V d'Olanda (in olandese Floris V van Holland; Leida, 24 giugno 1254 – Muiderberg, 27 giugno 1296) fu il 17º (secondo il capitolo n. 73º della Chronologia Johannes de Beke , fu il 15º) conte d'Olanda dal 1256 alla sua morte e anche conte di Zelanda dal 1287 circa fino alla sua morte, venerato come eroe nazionale perché venne assassinato per volere del re d'Inghilterra Edoardo I e del conte di Fiandra Guido di Dampierre.

## Origine
Sia secondo il capitolo n° 70a della Chronologia Johannes de Beke che la Cronica Principum Saxonie, Fiorenzo era il figlio maschio ultimogenito del sedicesimo (secondo gli Annales Egmundani, fu il quattordicesimo) Conte d'Olanda e re dei Romani o re di Germania, Guglielmo II e di Elisabetta di Brunswick-Lüneburg (1230 – 27 maggio 1266), che, secondo il Chronicon Sancti Michaelis Luneburgensis, era la figlia terzogenita del duca di Brunswick-Lüneburg, Ottone I detto il fanciullo e della consorte Matilde del Brandeburgo, che, ancora secondo il Chronicon Sancti Michaelis Luneburgensis, era la figlia femmina primogenita del Margravio del Brandeburgo, Alberto II e della moglie, Matilde di Groitzsch.
Guglielmo II d'Olanda, sia secondo il capitolo n° 66a della Chronologia Johannes de Beke che il paragrafo 7 della Genealogia Ducum Brabantiæ Heredum Franciæ, era il figlio maschio primogenito del quindicesimo (secondo gli Annales Egmundani, fu il tredicesimo) conte d'Olanda, Fiorenzo IV e di Matilde di Brabante, che, sempre secondo la Genealogia Ducum Brabantiæ Heredum Franciæ era la figlia femmina quartogenita del duca della Bassa Lorena, conte di Lovanio e primo duca di Brabante, Enrico I e di Matilde di Boulogne, che era faglia del conte di Boulogne, Matteo di Lorena, come conferma la Flandria Generosa (Continuatio Bruxellensis), che precisa che era la figlia femmina secondogenita ed era figlia della contessa di Boulogne, Maria, che secondo il cronista e monaco benedettino inglese, Matteo di Parigi, nel suo Matthæi Parisiensis, Monachi Sancti Albani, Chronica Majora, Vol. II era la figlia del re d'Inghilterra, Stefano di Blois e di Matilde di Boulogne.

## Il trono insanguinato
Il matrimonio dei suoi genitori, suggerito dal Papa Innocenzo IV, era conveniente per suo padre, Guglielmo II, che, nel 1247, era stato eletto anti-re in opposizione a Federico II) e, solo dopo la morte di Federico II (dicembre 1250), Guglielmo II aveva cominciato ad avere un seguito in Germania, grazie a dimostrazioni di benevolenza e a cessione di feudi, ma soprattutto fu col suo matrimonio che trovò appoggio tra i duchi della parte orientale della Germania e, alla morte del re di Germania, Corrado IV, nel maggio 1254, la corona di Guglielmo venne riconosciuta senza opposizioni significative.
Fiorenzo nacque il 24 giugno 1254 e aveva meno di due anni, quando, nel gennaio 1256, Guglielmo II venne ucciso dai Frisoni. La morte di Guglielmo ci viene descritta anche dagli Annales Blandinienses. Fiorenzo succedette a suo padre, come Fiorenzo V conte d'Olanda, come conferma il capitolo n° 73a della Chronologia Johannes de Beke. Per la giovane età del bimbo la contea fu posta sotto la tutela dei suoi parenti più prossimi, prima, suo zio Fiorenzo de Voogt (1228 circa-26 marzo 1258) e dopo la sua morte, gli succedette la zia paterna Adelaide d'Olanda (1230 circa- 1284); contro questa reggenza si mobilitarono diversi nobili che non vedevano di buon occhio che la famiglia d'Avesnes comandasse in Olanda e, dopo qualche anno, si rivolsero al conte di Gheldria, Ottone II (1210 circa-10 gennaio 1271), che intervenne e decise di usare la forza per ottenere la custodia del bambino. Ottone catturò Dordrecht, costringendo Adelaide e Fiorenzo V a ritirarsi in Zelanda, ma dopo essere stata sconfitta in battaglia, il 22 gennaio 1263, fu deposta da reggente e gli fu anche sottratta la sua eredità di vedova e i nobili a lei avversi scelsero un reggente di loro gradimento: Ottone II di Gheldria, che mantenne la carica fino al 1266, quando Fiorenzo venne giudicato in grado di prendere le redini del contado, il 10 luglio, solo un mese e mezzo dopo la morte della madre, Elisabetta, avvenuta il 27 maggio.

## Le molte guerre

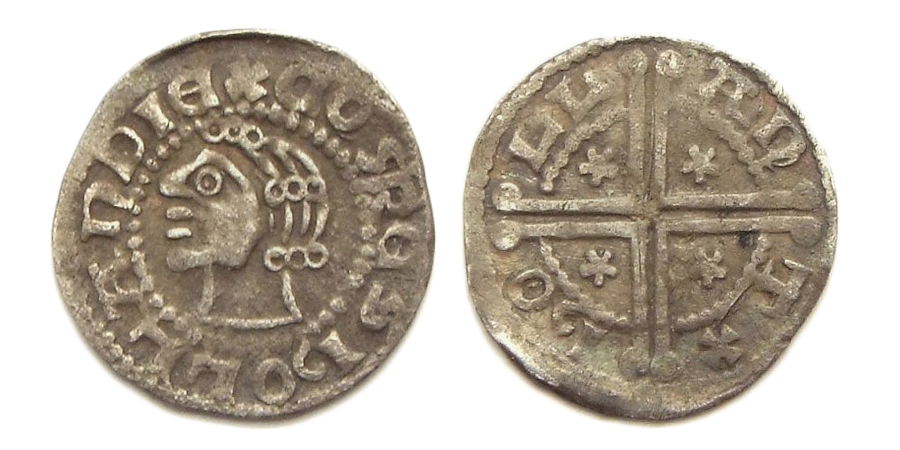
Penny su cui è raffigurato Fiorenzo V

Fiorenzo aveva il supporto dei conti di Hainaut della Casa di Avesnes, che erano nemici mortali dei Conti di Fiandra della Casa dei Dampierre, ma fu proprio la figlia del loro esponente Guido di Dampierre, Beatrice di Dampierre (1260 - 23 luglio 1296) che Fiorenzo, dopo un iniziale scontro col padre, Guido, a causa dell'isola di Wallacria, in Zelanda, a cui seguì la pace, scelse in moglie nel 1269, come ci conferma il capitolo 74e della Chronologia Johannes de Beke.
Nel 1272 Fiorenzo condusse contro i Frisoni un attacco infruttuoso che aveva lo scopo di riappropriarsi delle spoglie paterne, come ci conferma il capitolo 74c della Chronologia Johannes de Beke, con ingenti perdite da parte olandese.
Due anni dopo dovette fronteggiare una rivolta nobiliare capeggiata da Gijsbrecht IV di Amstel (1235 circa-1303 circa) ed Herman VI van Woerden (1240 circa-dopo il 1303) i cui domini confinavano con il vescovado di Utrecht. Costoro godevano dell'appoggio degli artigiani di Utrecht, dei contadini della regione del Kennemerland e dintorni e dei Frisoni dell'Ovest. Fiorenzo vi uscì dando il proprio appoggio al vescovo di Utrecht Giovanni I di Nassau (1230 circa-1309) e ottenendo una tregua dagli artigiani della stessa città, ancora secondo i capitoli 75a e 75 b della Chronologia Johannes de Beke. Non di meno il vescovo si trovò debitore verso Fiorenzo cui diede le terre di confine con i rivoltosi e per placare i contadini fece loro delle concessioni, partendo anche dal presupposto che la regione di Kennemerland era fatta di dune sabbiose ed i contadini che vi lavoravano avevano molti meno diritti di quelli che vivevano nei Polder.
Dopo che Fiorezo V aveva assunto il governo della contea, la zia Adelaide, e tutta la sua famiglia, gli era tornata accanto, cercando di influenzarlo e cercando di favorire i suoi figli, che raggiunsero troppo potere. Per questo, Adelaide e tutti gli Avesnes, nel 1277, furono esiliati dall'Olanda, a cui seguì una riconciliazione, cinque anni dopo, e, per rendersi autonomo da influenze esterne, ruppe anche l'alleanza con il suocero, Guido di Dampierre.
Nel 1282 riuscì a battere i Frisoni nella battaglia di Vronen e recuperò anche il corpo del padre, e sempre secondo il capitolo 74c della Chronologia Johannes de Beke, trasferì le ossa del padre a Utrecht, dove furono celebrate le esequie e poi furono tumulate nell'abbazia di Middelburg, dove già era stata sepolta la madre, Elisabetta.
La lotta contro di loro continuò negli anni seguenti fino alla vittoria di Fiorenzo conseguita fra il 1287 ed il 1288.
In quel periodo aveva già stretto due accordi di matrimonio con il re d'Inghilterra, Edoardo I, per i rispettivi figli: il primo, datato 5 luglio 1281 viene riportato nel documento n° 1967 dell'Oorkondenboek Holland, riguardava il fidanzamento della figlia Margherita, ancora bambina, col figlio di Edoardo I, Alfonso, conte di Chester, (Bayonne 24 novembre 1273-Windsor 19 agosto 1284), mentre il secondo, dopo la morte di Alfonso riguardava il proprio figlio, Giovanni, di poche mesi, con la figlia di Edoardo, Elisabetta, di circa tre anni, come ci conferma il capitolo 74e della Chronologia Johannes de Beke.
Di ritorno dall'Inghilterra, la flotta di Fiorenzo approdò al porto di Vlissinghe, dove fu attaccato da circa tremila fiamminghi, su cui riuscì ad avere la meglio.
In quello stesso periodo chiese ed ottenne da Rodolfo I d'Asburgo, Re dei Romani (Rodolfo I d'Asburgo era alleato di Fiorenzo V e del duca di Brabante, Giovanni I) in carica le terre della Contea di Zelanda, che controllavano l'accesso al fiume Schelda, ma la nobiltà locale ancora una volta si rivoltò contro di lui alleandosi con i Conti di Fiandra. Fiorenzo decise quindi di vedersi con il suocero per trovare un accordo, ma fu catturato presso Biervliet, vicino a Terneuzen e lasciato libero solo dopo aver assicurato che avrebbe abbandonato ogni pretesa su quelle terre. Una volta libero Fiorenzo decise di combattere contro la famiglia della moglie, ma il re Edoardo I d'Inghilterra, con cui
che aveva interessi su quel fiume per il passaggio della lana e di altri beni di produzione inglese, lo convinse a lasciar perdere.
Nel 1292 Fiorenzo partecipò alla Grande causa nata a seguito della morte di Margherita di Scozia, nipote del defunto Alessandro III di Scozia e sua unica erede. Le pretese di Fiorenzo nascevano dal fatto di discendere da Davide I di Scozia, che la sua bis-nonna Ada di Scozia, nipote di Davide I, era sorella di due re di Scozia: Malcolm IV e Guglielmo I il Leone; Edoardo I d'Inghilterra, che, pur avanzando anche lui delle pretese al trono, fu incaricato di decidere a chi spettasse la successione, tuttavia Edoardo I, sempre secondo il capitolo 74e della Chronologia Johannes de Beke. non gli diede il supporto sperato, ma, prima della fine di quell'anno scelse Giovanni Balliol, anche lui discendente da Davide I di Scozia.

## Il rapimento andato male
Qualche anno dopo, archiviato con successo il conflitto con le Fiandre, Edoardo I decise di spostare il commercio della lana inglese da Dordrecht, in Olanda, a Mechelen nel Ducato di Brabante (il duca Giovanni I divenne un buon alleato di Edoardo I) per ottenere l'appoggio delle Fiandre nella guerra contro la Francia, che riuscì ad ottenere. Chiaramente contrariato Fiorenzo ruppe l'alleanza con Edoardo, anche se Edoardo aveva suo figlio Giovanni in ostaggio, e si alleò con i francesi nel 1296, il sovrano inglese reagì proibendo il commercio con l'Olanda e cospirò con Guido di Dampierre perché facesse rapire il genero. allora i nobili che anni prima erano stati sconfitti ritornarono in scena, insieme ad un terzo, Gerard van Velsen (morto nel 1296), catturarono Fiorenzo durante una partita di caccia e lo portarono al castello di Muiderslot. La notizia dell'arresto del loro conte si sparse rapidamente ed i contadini insorsero, i rapitori quindi decisero di scappare portando il loro ostaggio verso un luogo più sicuro, nel tragitto però vennero fermati da una folla di inferocita. In preda al panico i cospiratori uccisero Fiorenzo e fuggirono via, Velsen venne ucciso poco dopo a Leida, mentre gli altri scapparono all'estero. Il rapimento e la morte di Fiorenzo V sono narrati ampiamente nel capitolo 75c della Chronologia Johannes de Beke, che conclude asserendo che il corpo del conte fu trasportato ed inumato nell'Abbazia di Rijnsburg.
Alla notizia della morte di Fiorenzo V il re Edoardo si premurò di inviare in Olanda il suo giovane genero, Giovanni, che succedette al padre come Giovanni I

## Matrimonio e figli
Fiorenzo V aveva sposato Beatrice di Dampierre o di Fiandra (1260 - 23 luglio 1296), che secondo la Iohannis de Thielrode Genealogia Comitum Flandriæ era la figlia femmina secondogenita del conte di Fiandra, Guido di Dampierre e di Matilda di Béthune, che ancora secondo la Iohannis de Thielrode Genealogia Comitum Flandriæ era figlia di Roberto VII, signore di Béthune e della moglie Elisabetta di Morialmes. Guido di Dampierre, ancora secondo la Iohannis de Thielrode Genealogia Comitum Flandriæera figlio del signore di Dampierre Guglielmo II e della Contessa di Fiandra e di Hainaut, Margherita II (2 giugno 1202-10 febbraio 1280), che, secondo la Genealogica Comitum Flandriæ Bertiniana, Continuatio Leidensis et Divionensis era la figlia ultimogenita (secondogenita) di Baldovino I di Costantinopoli (Valenciennes, luglio 1171 – Veliko Tărnovo, 1205), Conte di Fiandra e di Hainaut e della moglie (come ci conferma la Flandria Generosa, Continuatio Gislenensis)), Maria di Champagne (1174 circa-9 agosto 1204).
Beatrice secondo il capitolo 75c della Chronologia Johannes de Beke, dopo aver provveduto alla tumulazione del marito, nell'Abbazia di Rijnsburg, cadde malata, sempre febbricitante, e nemmeno un mese dopo (il 23 luglio) morì, mentre altre fonti riportano che era morta prima del marito: il 23 marzo 1296.
Fiorenzo e Beatrice ebbero undici figli, i soli che raggiunsero l'età adulta furono:
- Giovanni (1284-10 novembre 1299), sposò Elisabetta d'Inghilterra (1282-1316) figlia di Edoardo I d'Inghilterra
- Margherita[22] († dopo agosto 1284), fu fidanzata ad Alfonso[26], conte di Chester (24 novembre 1273-19 agosto 1284) fino alla morte del ragazzo
- gli altri nove morirono durante l'infanzia: Teodorico, Fiorenzo, Guglielmo, Ottone, Guglielmo, Fiorenzo, Beatrice, Matilde ed Elisabetta[22].

Fiorenzo ebbe anche sette figli illegittimi:
- Witte van Haemstede (1280/1282-1320), che secondo le Europäische Stammtafeln[39], vol III, 293 (non consultate), era signore di Haemstede[37]
- Catherina d'Olanda (1280 circa-dopo il 12 agosto 1326)
- gli altri cinque furono:Gerardo, Guglielmo, Alida, Pietro e Teodorico

## Ascendenza
|                                      |                                |                                      | Genitori                           |  |  | Nonni |  |  | Bisnonni                    |  |  | Trisnonni                    |  |
|                                      |                                |                                      |                                    |  |  |       |  |  | Guglielmo I, conte d'Olanda |  |  | Fiorenzo III, conte d'Olanda |  |
|                                      |                                |                                      |                                    |  |  |       |  |  | Guglielmo I, conte d'Olanda |  |  | Fiorenzo III, conte d'Olanda |  |
|                                      |                                | Ada di Scozia                        |                                    |  |  |       |  |  | Guglielmo I, conte d'Olanda |  |  |                              |  |
| Fiorenzo IV, conte d'Olanda          |                                |                                      |                                    |  |  |       |  |  | Guglielmo I, conte d'Olanda |  |  |                              |  |
|                                      |                                | Adelaide di Gheldria                 | Ottone I, conte di Gheldria        |  |  |       |  |  |                             |  |  |                              |  |
|                                      |                                | Adelaide di Gheldria                 | Ottone I, conte di Gheldria        |  |  |       |  |  |                             |  |  |                              |  |
|                                      |                                | Adelaide di Gheldria                 | Riccarda di Baviera                |  |  |       |  |  |                             |  |  |                              |  |
| Guglielmo II, conte d'Olanda         |                                | Adelaide di Gheldria                 |                                    |  |  |       |  |  |                             |  |  |                              |  |
|                                      |                                | Enrico I, duca di Brabante           | Goffredo III, duca di Brabante     |  |  |       |  |  |                             |  |  |                              |  |
|                                      |                                | Enrico I, duca di Brabante           | Goffredo III, duca di Brabante     |  |  |       |  |  |                             |  |  |                              |  |
|                                      |                                | Enrico I, duca di Brabante           | Margherita di Limburgo             |  |  |       |  |  |                             |  |  |                              |  |
| Matilde di Brabante                  |                                | Enrico I, duca di Brabante           |                                    |  |  |       |  |  |                             |  |  |                              |  |
|                                      |                                | Matilde di Lorena                    | Matteo di Lorena                   |  |  |       |  |  |                             |  |  |                              |  |
|                                      |                                | Matilde di Lorena                    | Matteo di Lorena                   |  |  |       |  |  |                             |  |  |                              |  |
|                                      |                                | Matilde di Lorena                    | Maria, contessa di Boulogne        |  |  |       |  |  |                             |  |  |                              |  |
| Fiorenzo V, conte d'Olanda           |                                | Matilde di Lorena                    |                                    |  |  |       |  |  |                             |  |  |                              |  |
|                                      | Guglielmo, signore di Lüneburg | Enrico, duca di Sassonia e Baviera   |                                    |  |  |       |  |  |                             |  |  |                              |  |
|                                      | Guglielmo, signore di Lüneburg | Enrico, duca di Sassonia e Baviera   |                                    |  |  |       |  |  |                             |  |  |                              |  |
|                                      | Guglielmo, signore di Lüneburg | Matilde d'Inghilterra                |                                    |  |  |       |  |  |                             |  |  |                              |  |
| Ottone I, duca di Brunswick-Lüneburg | Guglielmo, signore di Lüneburg |                                      |                                    |  |  |       |  |  |                             |  |  |                              |  |
|                                      |                                | Elena di Danimarca                   | Valdemaro I, re di Danimarca       |  |  |       |  |  |                             |  |  |                              |  |
|                                      |                                | Elena di Danimarca                   | Valdemaro I, re di Danimarca       |  |  |       |  |  |                             |  |  |                              |  |
|                                      |                                | Elena di Danimarca                   | Sofia di Minsk                     |  |  |       |  |  |                             |  |  |                              |  |
| Elisabetta di Brunswick-Lüneburg     |                                | Elena di Danimarca                   |                                    |  |  |       |  |  |                             |  |  |                              |  |
|                                      |                                | Alberto II, margravio di Brandeburgo | Ottone I, margravio di Brandeburgo |  |  |       |  |  |                             |  |  |                              |  |
|                                      |                                | Alberto II, margravio di Brandeburgo | Ottone I, margravio di Brandeburgo |  |  |       |  |  |                             |  |  |                              |  |
|                                      |                                | Alberto II, margravio di Brandeburgo | Adele d'Olanda                     |  |  |       |  |  |                             |  |  |                              |  |
| Matilda del Brandeburgo              |                                | Alberto II, margravio di Brandeburgo |                                    |  |  |       |  |  |                             |  |  |                              |  |
|                                      |                                | Matilde di Lusazia                   | Corrado II, margravio di Lusazia   |  |  |       |  |  |                             |  |  |                              |  |
|                                      |                                | Matilde di Lusazia                   | Corrado II, margravio di Lusazia   |  |  |       |  |  |                             |  |  |                              |  |
|                                      |                                | Matilde di Lusazia                   | Elisabetta di Polonia              |  |  |       |  |  |                             |  |  |                              |  |
|                                      |                                | Matilde di Lusazia                   |                                    |  |  |       |  |  |                             |  |  |                              |  |

### Fonti primarie
- (LA)  Monumenta Germaniae Historica, Scriptores, tomus V.
- (LA)  Monumenta Germaniae Historica, Scriptores, tomus IX.
- (LA)  Monumenta Germaniae Historica, Scriptores, tomus XVI.
- (LA)  Monumenta Germaniae Historica, Scriptores, tomus XXIII.
- (LA)  Monumenta Germaniae Historica, Scriptores, tomus XXV.
- (LA)  Chronologia Johannes de Bek.
- (LA)  Matthæi Parisiensis, Monachi Sancti Albani, Chronica Majora (“MP”), Vol. II.
- (LA)  Oorkondenboek Holland.

### Letteratura storiografica
- Austin Lane Poole, La Germania sotto il regno di Federico II, cap. III, vol. V (Il trionfo del papato e lo sviluppo comunale) della Storia del Mondo Medievale, 1999, pp. 94–127.
- Austin Lane Poole, L'interregno in Germania, cap. IV, vol. V (Il trionfo del papato e lo sviluppo comunale) della Storia del Mondo Medievale, 1999, pp. 128–152.
- P.J. Blok, Germania 1272 - 1313, cap. VIII, vol. VI (declino dell'impero e del papato e sviluppo degli stati nazionali) della Storia del Mondo Medievale, 1999, pp. 332–371.
- Abate di Vallemont, Gli elementi della storia, ovvero ciò, che bisogna sapere della cronologia, geografia, storia universale, chiesa del Vecchio, e Nuovo Testamento, monarchie antiche, e novelle, e del blasone., tomo quinto, Venezia, Stamperia di Giambattista Albrizzi q. Gir., 1748.
- (NL) Willem Procurator, Kroniek, Hilversum, Uitgeverij Verloren, 2001, ISBN 978-90-6550-662-7.